# Сюйми
Пагода Сюйми (кит. трад. 須彌塔, упр. 须弥塔, пиньинь Xūmí tǎ), также известная как Обитаемая или Летняя, китайская пагода, расположенная в монастыре Кайюань, к западу от Чжэндина, провинция Хэбэй. Пагода на своем каменном основании была построена в 636 году, во времена правления императора Тайцзуна. Высота пагоды 48 метров, она хорошо сохранилась с момента ее постройки. Монастырь, который когда-то окружил пагоду, был в значительной степени уничтожен, за исключением нескольких сооружений.
Пагода имеет девять ярусов карнизов и венчающий шпиль, а также множество резных камней, расположенных у основания. Внутри пагоды пусто, лестницы, ведущей к верхним этажам, нет. Стиль карнизов напоминает ряд других пагод империи Тан, таких как Малая и Большая пагоды диких гусей. Возле арочного входа в пагоду расположена массивная каменная черепаха биси, китайское мифическое животное. Левая часть каменной статуи была отколота и пропала, пока не была найдена в 2000 году во время раскопок на соседней улице.

## Галерея

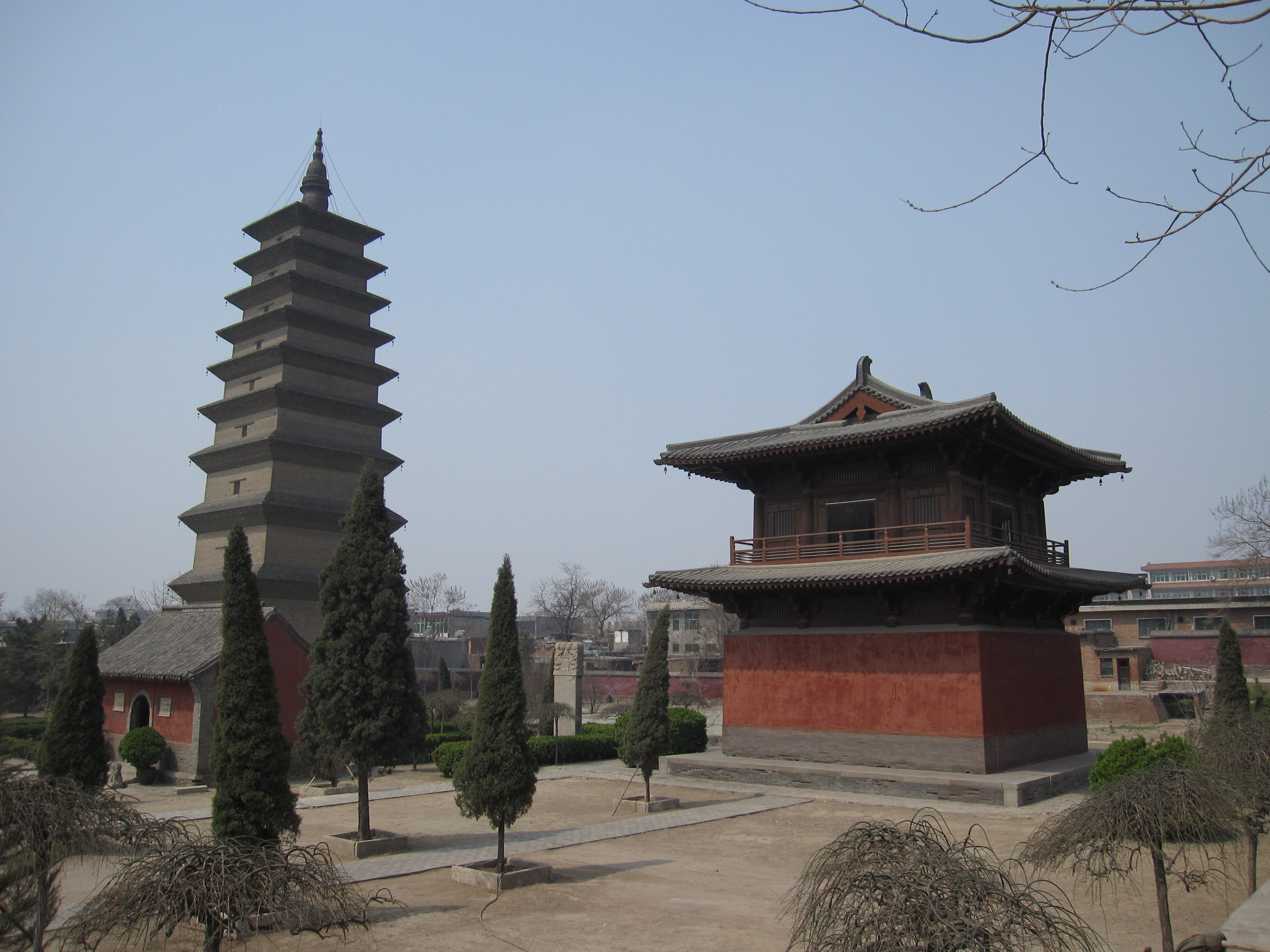
Храм Кайюань на фоне пагоды
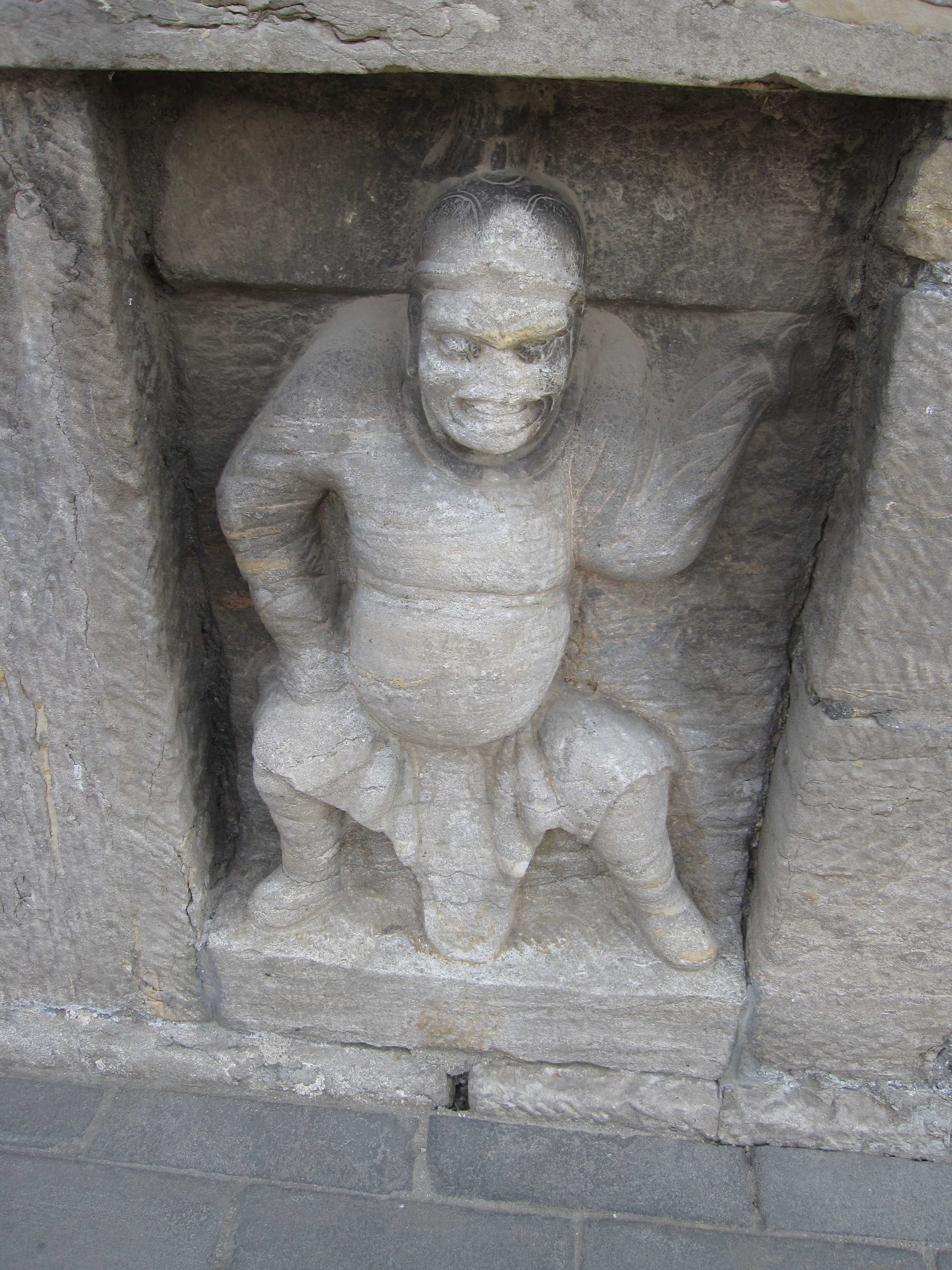
Фигура в основании пагоды
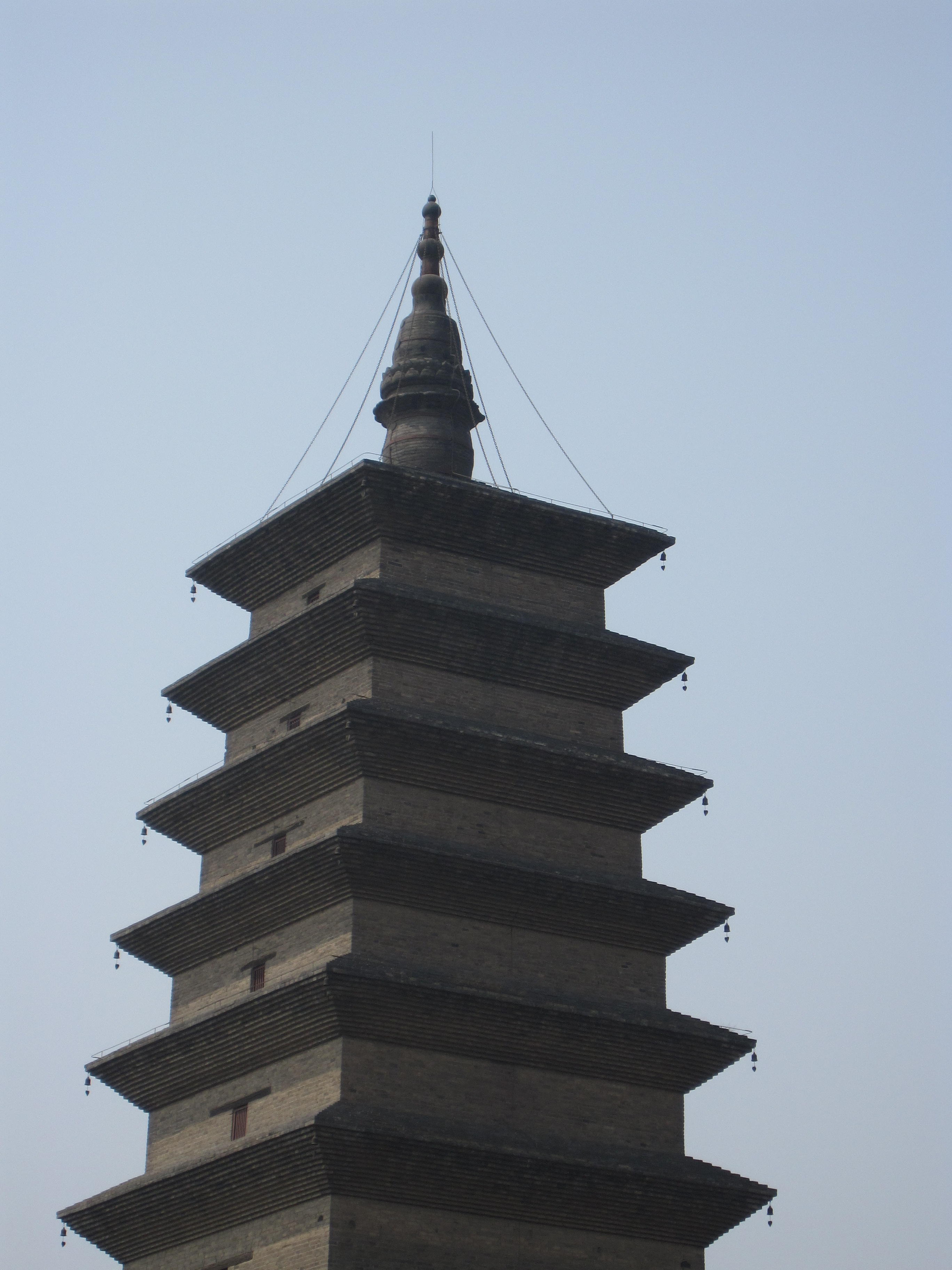
Верхние ярусы
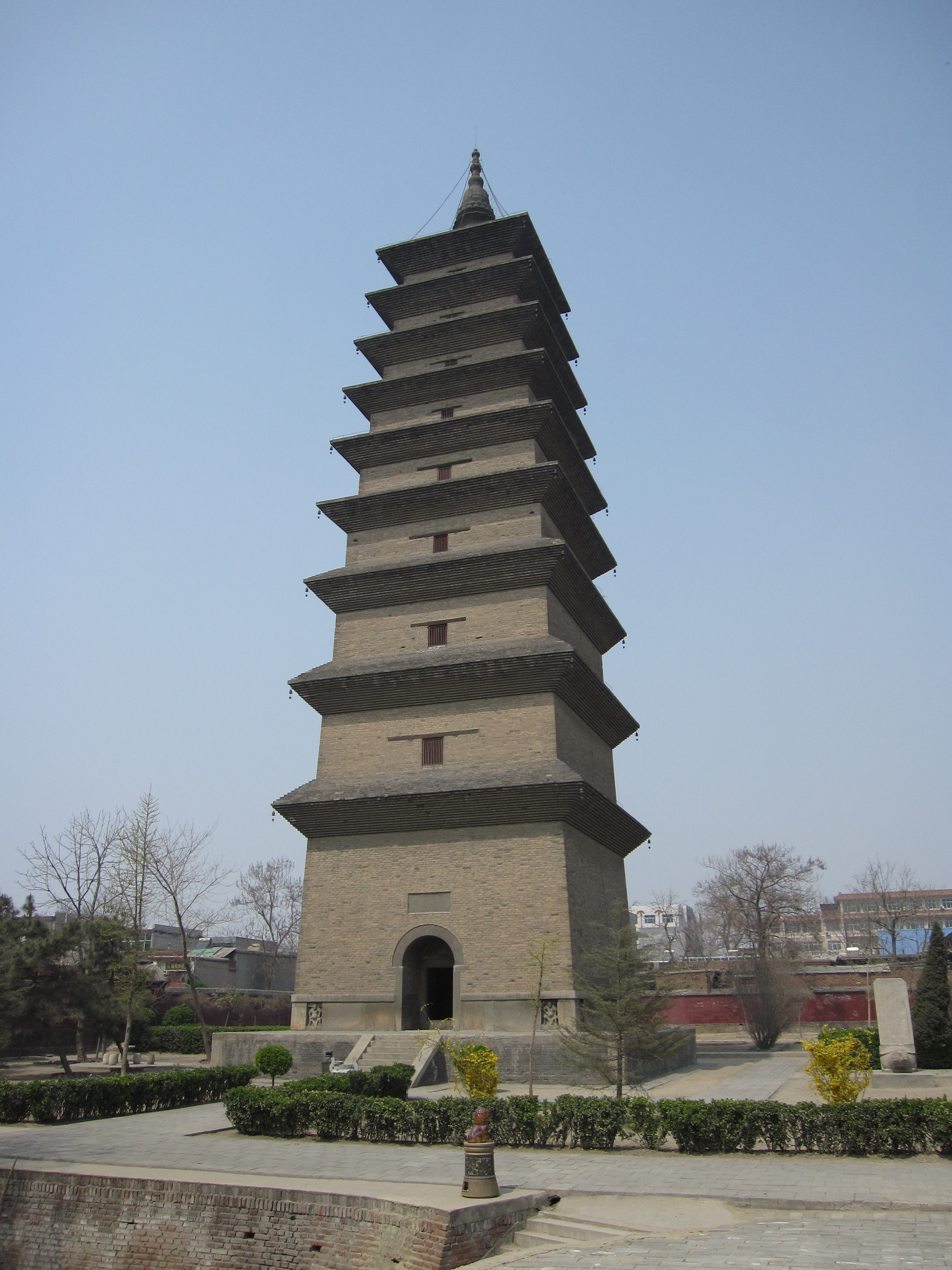
Вид спереди
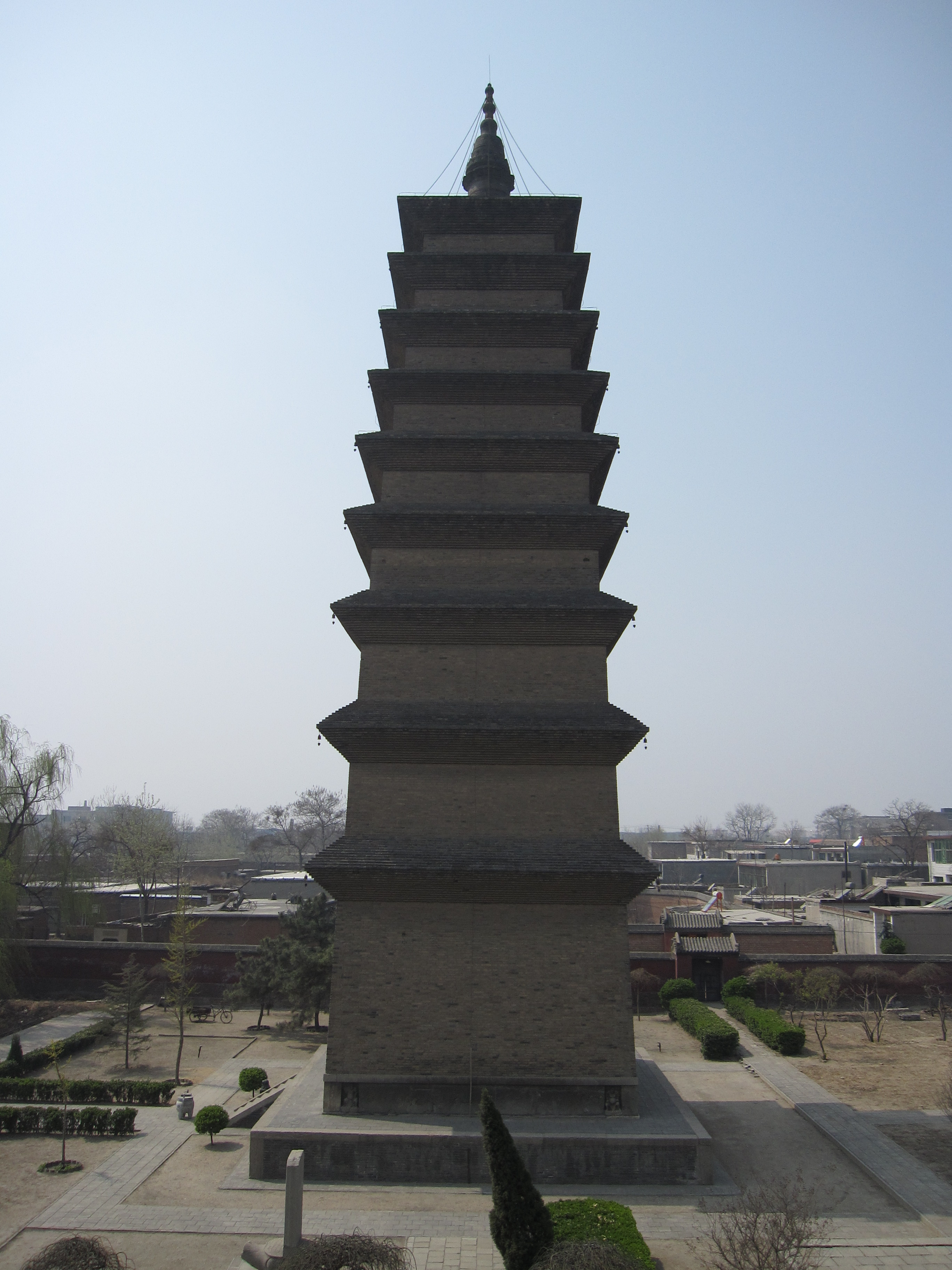
Вид сбоку